# Federico Castelluccio
Federico Castelluccio (Napulj, Italija, 29. travnja 1964.) talijansko-američki je glumac i vizualni umjetnik. Najpoznatiji je po ulozi Furia Giunte iz televizijske serije Obitelj Soprano.

## Vanjske poveznice
- Službena stranica
- Federico Castelluccio u internetskoj bazi filmova IMDb-u (engl.)